# Liman (pevnost)
Pevnost Liman (turecky Liman Kalesi, doslova česky Přístavní pevnost, též známý jako turecky Ağa Limanı/Ak Limanı, tj. bílá pevnost) je pozůstatek středověkého hradu na jižním (středozemním) pobřeží Turecka. Hrad se nachází v blízkosti města Silifke (v historické Kilíkii).

## Poloha
Hrad se nachází v Silifském okresu v turecké provincii Mersin asi šest kilometrů jihozápadně od Taşucu a patnáct kilometrů jihozápadně od regionálního centra Silifke. Stojí na ostrohu v Taşuckém zálivu. Ten představoval pro hrad přirozený přístav. Nedaleko od pevnosti se také nacházelo byzantské město Mylai. Západně od poloostrova, na kterém pevnost stojí, vede silnice D-400, která spojuje všechna sídla na pobřeží Středozemního moře v této části Turecka. Hrad není přístupný, je součástí vojenského areálu.

## Historie
Samotný hrad vznikl nejspíše někdy po dobytí této oblasti Turky. Podle závěrů návštěvy Friedricha Hilda a Hansgerda Hellenkempera, kteří procestovali Kilikii v sedmdesátých a osmdesátých letech 20. století, je stavba datována do období po příchodu Turků. Pevnost nebyla postavena pro boj s děly. Střílny pro děla byly později vybourány ve zdech. Vzniknout mohla okolo roku 1471.
V 17. století byla pevnost označována jako středobod pirátských aktivit na středomořském pobřeží dnešní Anatolie. V roce 1613 nechal toskánský vévoda Cosimo II. vyslat několik válečných lodí pro osvobození rukojmích, kteří sem byli piráty uneseni. V areálu se nacházelo několik nuzných (zřejmě pirátských) chat. Evlija Čelebi, turecký cestovatel 17. století limanskou pevnost rovněž navštívil a zapsal si, že se jednalo o benátskou pevnost, kterou později Osmané přebudovali a která fungovala do jisté míry jako malé město. Žít zde měli údajně do velké míry Kypřané.
V roce 1812 si poznamenal Francis Beaufort záliv a hrad jako Silifský záliv podle nedalekého města Silifke. V letech 1896 navštívili lokalitu němečtí archeologové Rudolf Heberdey a Adolf Wilhelm.
Od roku 1994 je pevnost evidována v Turecku jako archeologické naleziště prvního stupně. Základna NATO byla v blízkosti hradu zřízena v souvislosti s válkou v Iráku. Diskutuje se možnost znovuotevření zříceniny.

## Popis
Pevnostní komplex nepravidelný půdorys ve tvaru osmiúhelníku o průměru zhruba 120 metrů ve směru od severu k jihu a sedmdesát metrů ve směru od západu k východu. Jeho součástí je donjon na severní straně. Pevnost má celkem dvě velká nádvoří (v severní části první a v jižní části druhé). Oddělena jsou zdí ve směru západ–východ. Donjon je nejstarší částí stavby. Zazděné cimbuří dokládá, že původně dvoupatrová věž byla o jedno patro zvýšena.
Hlavní vstupní brána se do současnosti nedochovala a pouze se předpokládá, kde mohla stát. Zdi z jižní strany dosahují tloušťky až 3,1 metru a jižní část pevnosti se mohla bránit samostatně. Zdi byly zbudovány z vápence. Jižní nádvoří bylo z hlediska rozlohy menší, než severní.
U západovýchodní zdi se také na západní straně nachází původní mešita. Pod ní byla umístěna cisterna.